# Пренкьо
Пренкьо (фр. Prinquiau) — коммуна на западе Франции, находится в регионе Пеи-де-ла-Луар, департамент Атлантическая Луара, округ Сен-Назер, кантон Блен. Расположена в 36 км к северо-западу от Нанта. Через территорию коммуны проходит национальная автомагистраль N171.
Население (2017) — 3 459 человек.

## Достопримечательности
- Приходская церковь Святых Космы и Дамиана XIX века

## Экономика
Структура занятости населения:
- сельское хозяйство — 1,8 %
- промышленность — 7,1 %
- строительство — 8,9 %
- торговля, транспорт и сфера услуг — 48,0 %
- государственные и муниципальные службы — 34,2 %

Уровень безработицы (2016 год) — 6,3 % (Франция в целом — 14,1 %, департамент Атлантическая Луара — 11,9 %). 

Среднегодовой доход на 1 человека, евро (2016 год) — 21 920 (Франция в целом — 20 809, департамент Атлантическая Луара — 21 548).

## Демография
Динамика численности населения, чел.

## Администрация
Пост мэра Пренкьо с 2020 года занимает Иан Курьо (Yan Courio). На муниципальных выборах 2020 года возглавляемый им независимый блок одержал победу во 2-м туре, получив 45,21 % голосов.
| Период | Период | Фамилия       | Партия       | Примечания                   |
| ------ | ------ | ------------- | ------------ | ---------------------------- |
| 1977   | 1989   | Адрьян Юбер   |              |                              |
| 1989   | 2008   | Жорж Пулен    |              |                              |
| 2008   | 2020   | Ленаик Леклер | Разные левые | работник системы образования |
| 2020   |        | Иан Курьо     |              |                              |